# Automeris alticola
Automeris alticola é uma espécie de mariposa do gênero Automeris, da família Saturniidae.
Sua ocorrência foi registrada no Equador, província de Oriente, Morona-Santiago, estrada de Gualaceo a Mendez, km 41, a 2.400 m de altitude.